# 藤原数守
藤原 数守（ふじわら の かずもり、生没年不詳）は、平安時代初期から前期にかけての貴族。藤原北家、肥前守・藤原福当麻呂の子。官位は従五位上・但馬守。

## 経歴
文徳朝の斉衡2年（855年）従五位下に叙爵する。天安3年（859年）正月にいったん出雲守に任ぜられるが、早くも2月には右兵庫頭に遷ると、貞観3年（861年）宮内少輔と清和朝初期は京官を務める。
貞観9年（867年）島田善宗と官職を交替し、数守は若狭守として地方官に転じた。また、時期は不明ながら但馬守を務め、位階は従五位上に至った。

## 官歴
『六国史』による。
- 時期不詳：正六位上
- 斉衡2年（855年） 正月7日：従五位下
- 天安3年（859年） 正月13日：出雲守。2月13日：右兵庫頭
- 貞観3年（861年） 5月20日：宮内少輔
- 貞観9年（867年） 4月11日：若狭守
- 時期不詳：従五位上。但馬守[1]

## 系譜
『尊卑分脈』による。
- 父：藤原福当麻呂
- 母：不詳
- 妻：不詳
  - 男子：藤原在淵